# Pont du Point-du-Jour
Der Pont du Point-du-Jour war eine Straßenbrücke über die Seine im westlichen Teil von Paris. Sie verband das 15. Arrondissement mit dem 16. Arrondissement und trug als zweite Etage den Viaduc d’Auteuil, der die Chemin de Fer de Petite Ceinture über die Seine führte. Beide Brücken wurden von 1863 bis 1865 gebaut und 1960 abgebrochen, wobei der Pont du Point-du-Jour durch den Pont du Garigliano ersetzt wurde.
Die Brücke war 175 Meter lang und 30 Meter breit. Sie bestand aus fünf Mauerwerksbogen. Während des Seinehochwassers im Januar 1910 wurde der Abfall der Stadt von der Brücke in die Seine geworfen, weil die Müllverbrennungsanlagen wegen der Flut nicht mehr erreichbar waren.